# 茶屋町 (大阪市)
茶屋町（ちゃやまち）は、大阪府大阪市北区の町名。梅田エリアに含まれ、大阪・キタ北東一帯の街である。阪急大阪梅田駅の東側、JR大阪駅の北東側に広がる。

## 概要
現行町名の茶屋町は、東を新御堂筋、西を阪急大阪梅田駅、南を東海道本線（JR京都線）、北を都市計画道路北野都島線（旧・阪神北大阪線）に囲まれた範囲を町域とする。 
若者向けの飲食・アミューズメント・雑貨・ファッションなどの店舗が多く立ち並ぶ。MBSメディアホールディングス（毎日放送・MBSラジオ）の本社ビル、また阪急電鉄が開発したアプローズタワー（ちゃやまちアプローズ）や、NU茶屋町・NU茶屋町プラスなどの商業施設が所在している。阪急茶屋町ビルディング内にはミュージカル劇場の梅田芸術劇場が位置している。茶屋町を含む阪急大阪梅田駅は周辺に阪急の各種施設が多数集積していることから、隣接する角田町や芝田などとともに俗に「阪急村」 と呼ばれることがある。多くのビルが総合設計制度を採用して公開空地を設けており、それが美しい景観をつくり出している。

## 歴史
元は西成郡北野村の一部。大坂と尼崎・西宮を結ぶ中国街道が地内を縦断する。北隣の同郡下三番村（現：中津1丁目）で亀岡・池田方面から能勢街道が中国街道へ合流するため、往来の多い区間であった。
2008年（平成20年）末から翌年初頭にかけて発掘調査が行われ、その結果、1世紀ごろはこの辺りは大阪湾の干潟があり、淀川や大和川からの土砂が運ばれ、自然堤防が形成され、5世紀中頃にはこの辺りで人が活動をしていたことがわかっている。

### 江戸時代まで
江戸時代までは大阪市街地から離れた旧中津川沿岸に近い野原であり、茶屋町の形成が始まったのは18世紀後半からとされる。1874年（明治7年）に鉄道が開業し、梅田停車場（現：大阪駅）が設置されたことにより周辺の開発が本格化する。

### 明治から昭和にかけて

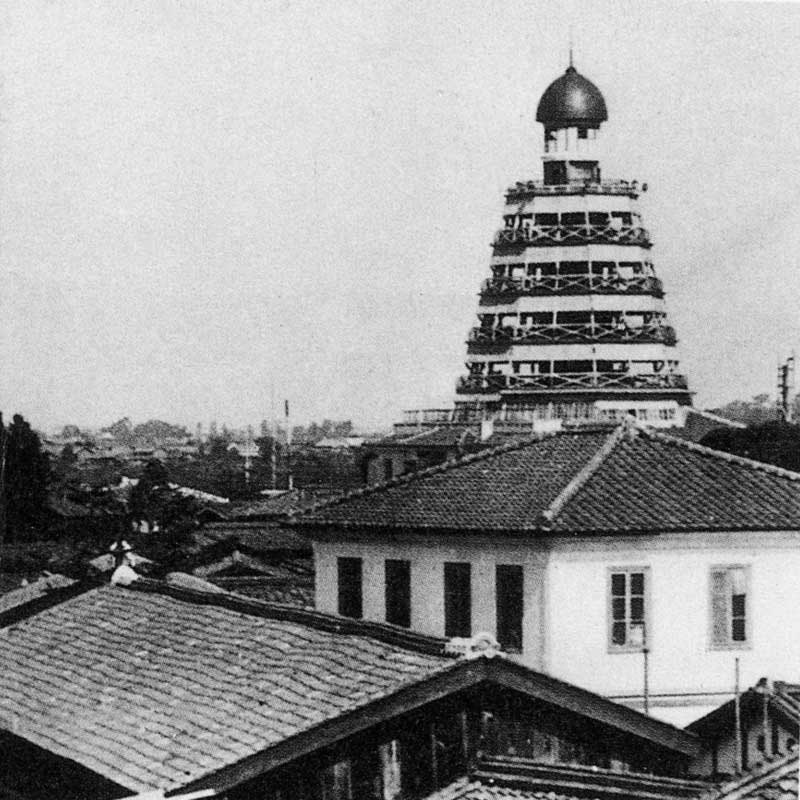
「キタの九階」と呼ばれた凌雲閣（1889年竣工）

1875年（明治8年）には西成郡第三区第八番小学校（のちの梅田東小学校）が開校している。1877年（明治10年）頃に西天満にあった綱敷天神社御旅所が土地の寄進を受けて当地に遷座した。
1889年（明治22年）には、現在の梅田東コミュニティ会館付近に高さ39m、9階建ての「凌雲閣」が建設された。1、2階は五角形、3階より上は八角錘台形で、一番上は丸屋根の付いた展望台となっていた楼閣で、「キタの九階」と呼ばれた。「ミナミの五階」と呼ばれた「眺望閣」とともに大阪のシンボルタワーとなったが昭和初期に取り壊されている。
1897年（明治30年）に北野村は大阪市へ編入され大阪市北区大字北野となり、1900年（明治33年）に大字北野は18町に分割され、その一つの町名として北野茶屋町が誕生した。
1924年（大正13年）より北野の冠称が外れて茶屋町となり、一部が鶴野町・芝田町・小深町に分離、北野西之町・本庄西権現町の各一部を編入、1978年（昭和53年）に一部が角田町として分離、鶴野町・浜崎町・豊宮町・東和町・芝田町・小深町のそれぞれ一部を編入している。このように、現在の町域は旧：西成郡本庄村や同郡南浜村といった北野村以外の一部地域を含んでおり、後述の再開発地域の大半（NU茶屋町以外）もこれらの地域に該当する。
昭和時代末期には都心部のドーナツ化現象が進み、住居人口が減少して就学人口も減少。梅田東小学校は1989年（平成元年）3月に廃校し、新設された大阪北小学校へ統合される。跡地の校舎施設はそのまま大阪市梅田東学習ルーム（生涯学習施設）となったが、2011年（平成23年）3月31日をもって閉館となった。

### 現代
1980年代後半から茶屋町の再開発が始まり、1990年9月には毎日放送 (MBS) が吹田市の千里丘陵（千里丘放送センターおよび堂島毎日会館）から移転し、梅田ロフトが開業したことを発端とする。
1992年にはちゃやまちアプローズが完成、2005年10月20日にはNU茶屋町が、2006年3月31日にはアーバンテラス茶屋町が、2010年4月23日にはチャスカ茶屋町が、2011年4月29日にはNU茶屋町プラスが、それぞれオープンしている。
2018年6月18日に大阪府北部地震が発生し、震度6弱を観測した。

### 地名の由来
中国街道沿いに「鶴乃茶屋」「車乃茶屋」「萩乃茶屋」と呼ばれた茶屋があったことに由来する。

## 世帯数と人口
2019年（平成31年）3月31日現在の世帯数と人口は以下の通りである。
| 町丁   | 世帯数  | 人口  |
| ------ | ------- | ----- |
| 茶屋町 | 120世帯 | 193人 |

### 人口の変遷
国勢調査による人口の推移。
| 1995年（平成7年）  | 146人 | [ 7 ]  |  |
| 2000年（平成12年） | 109人 | [ 8 ]  |  |
| 2005年（平成17年） | 102人 | [ 9 ]  |  |
| 2010年（平成22年） | 26人  | [ 10 ] |  |
| 2015年（平成27年） | 221人 | [ 11 ] |  |

### 世帯数の変遷
国勢調査による世帯数の推移。
| 1995年（平成7年）  | 61世帯  | [ 7 ]  |  |
| 2000年（平成12年） | 45世帯  | [ 8 ]  |  |
| 2005年（平成17年） | 52世帯  | [ 9 ]  |  |
| 2010年（平成22年） | 18世帯  | [ 10 ] |  |
| 2015年（平成27年） | 125世帯 | [ 11 ] |  |

## 学区
市立小・中学校に通う場合、学区は以下の通りとなる。北区内の全ての市立中学校と、大阪市内の小中一貫校が対象で学校選択が可能（抽選を実施）。
| 番・番地等 | 小学校             | 中学校             |
| ---------- | ------------------ | ------------------ |
| 全域       | 大阪市立扇町小学校 | 大阪市立天満中学校 |

## 事業所
2016年（平成28年）現在の経済センサス調査による事業所数と従業員数は以下の通りである。
| 町丁   | 事業所数  | 従業員数 |
| ------ | --------- | -------- |
| 茶屋町 | 445事業所 | 13,616人 |

## 施設

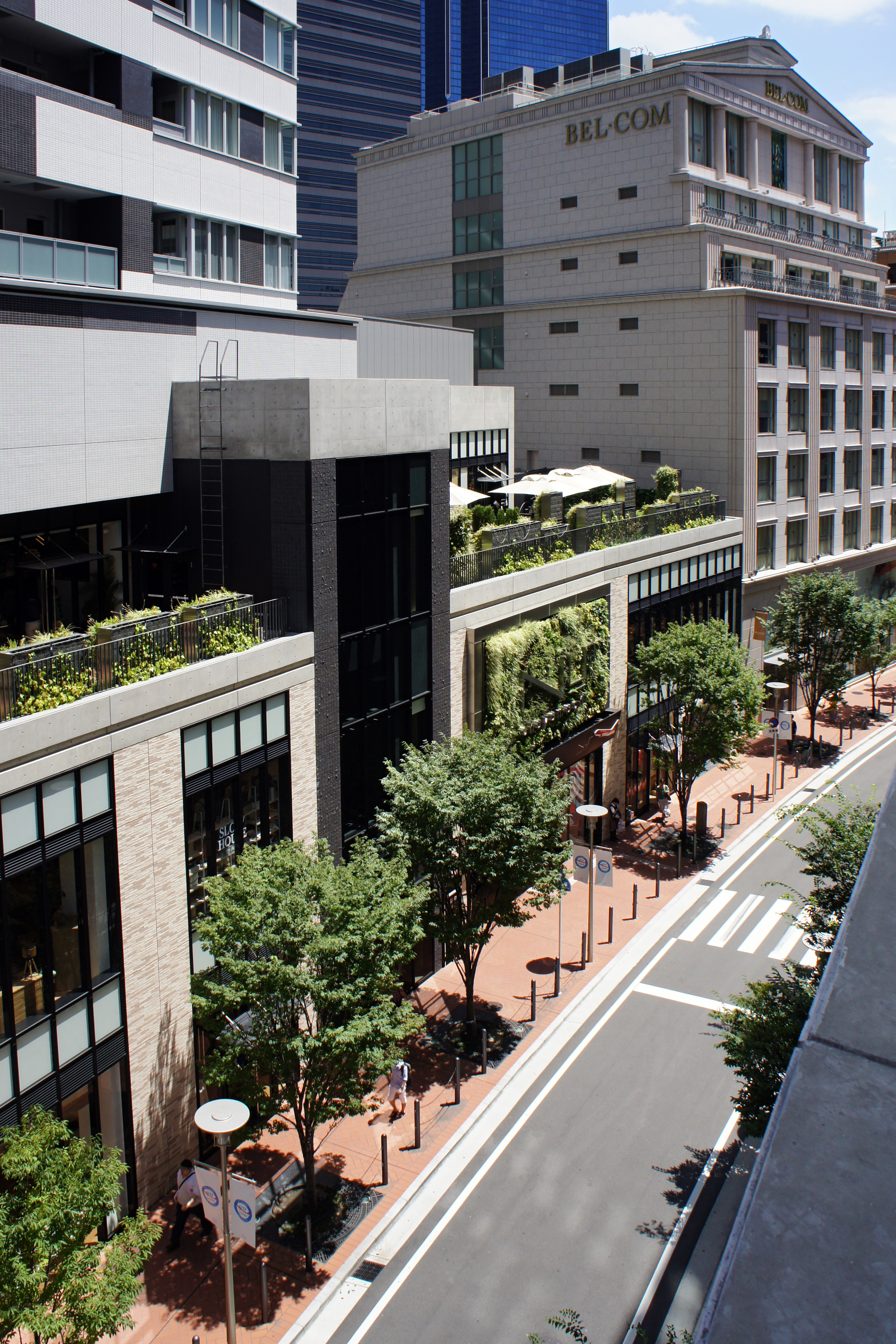
中国街道

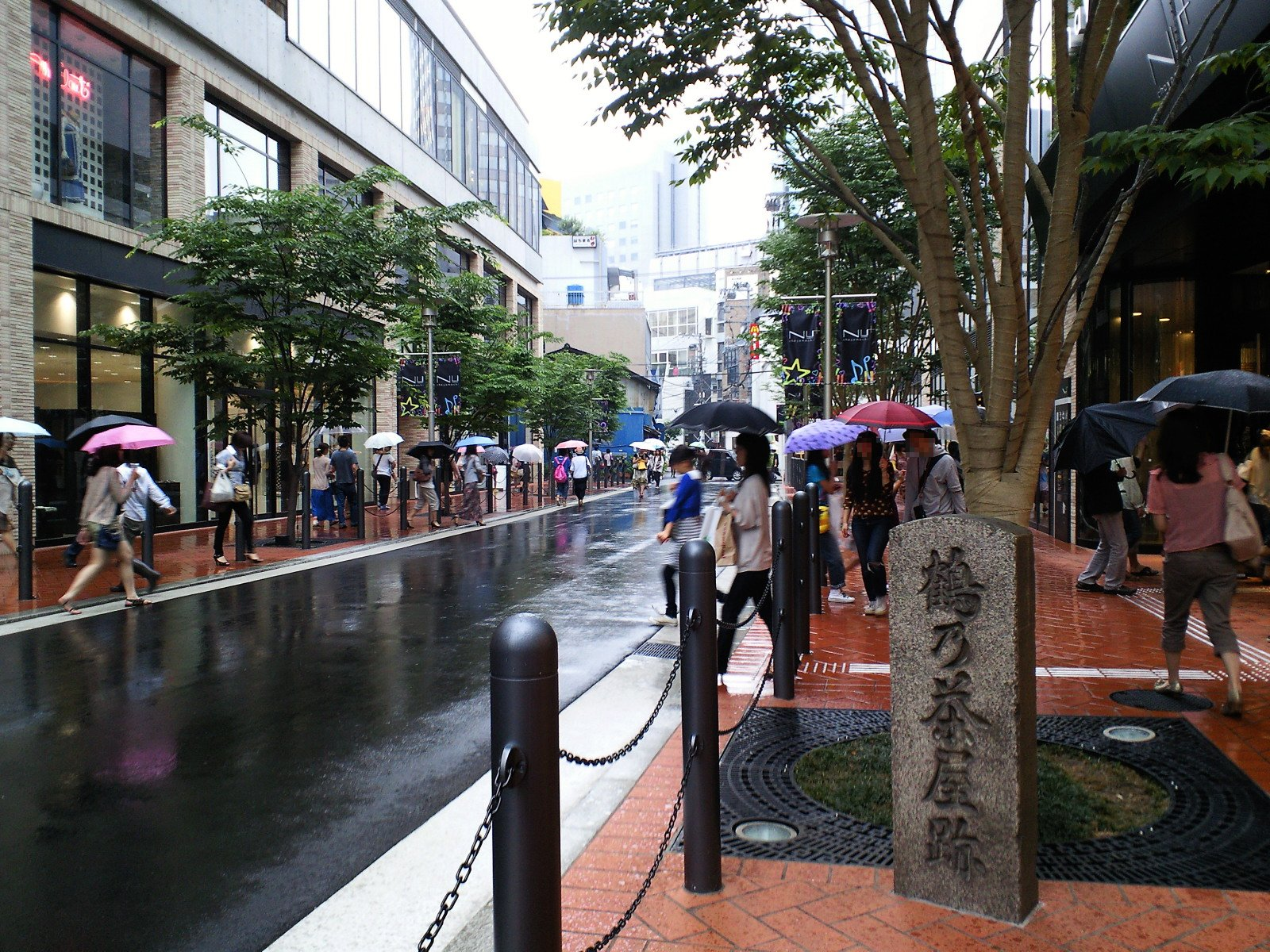
NU茶屋町プラス前にある鶴乃茶屋跡の碑

- NU茶屋町
- NU茶屋町プラス
- ちゃやまちアプローズ
  - 梅田芸術劇場
  - ホテル阪急インターナショナル
- アーバンテラス茶屋町
- チャスカ茶屋町
- ABC-MART梅田ビル
- MBSメディアホールディングス本社
  - 毎日放送（MBSテレビ）
  - MBSラジオ
- 大阪聖パウロ教会
- 日本棋院関西総本部
- XROSS chayamachi

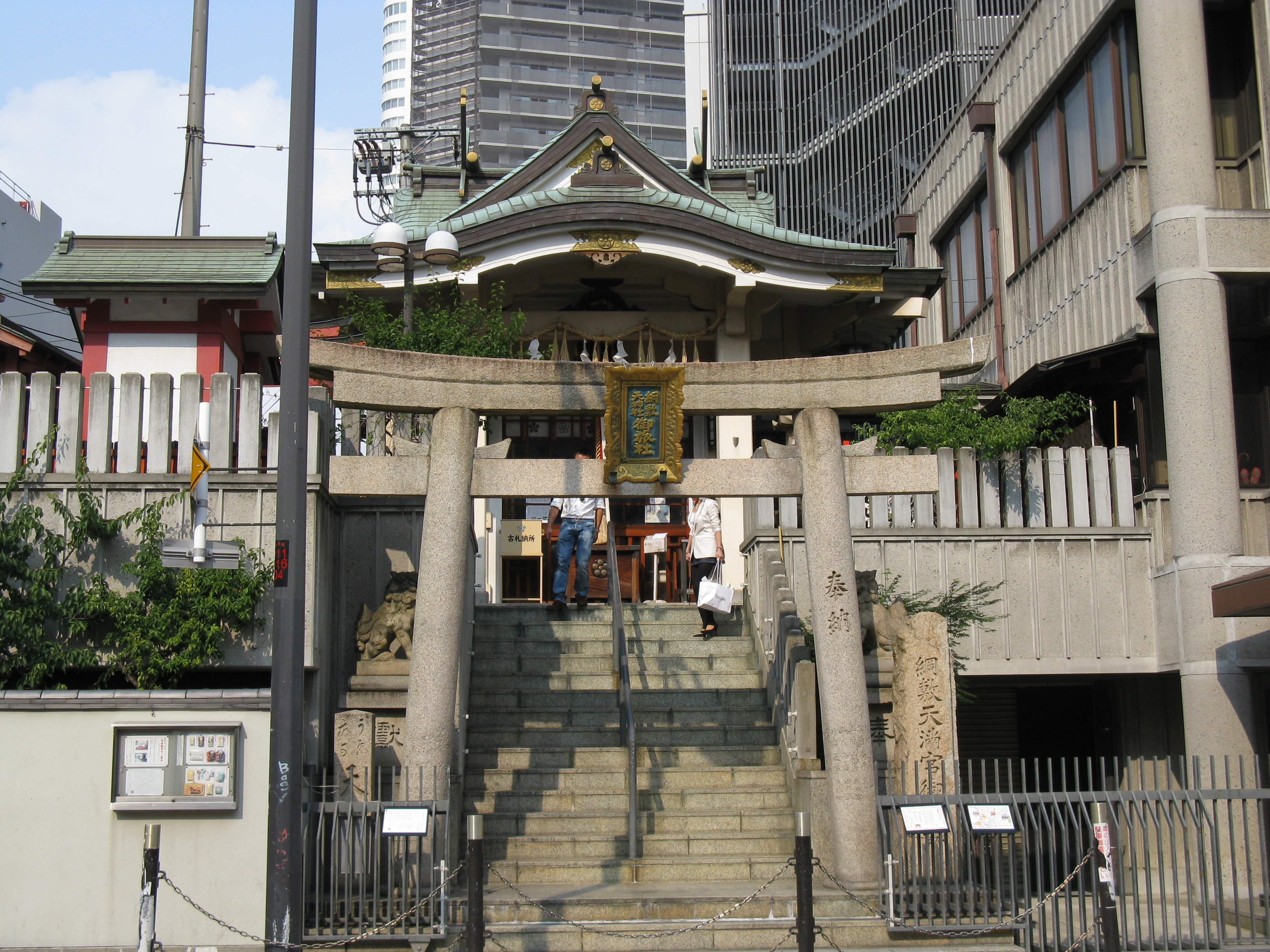
綱敷天神社 御旅社
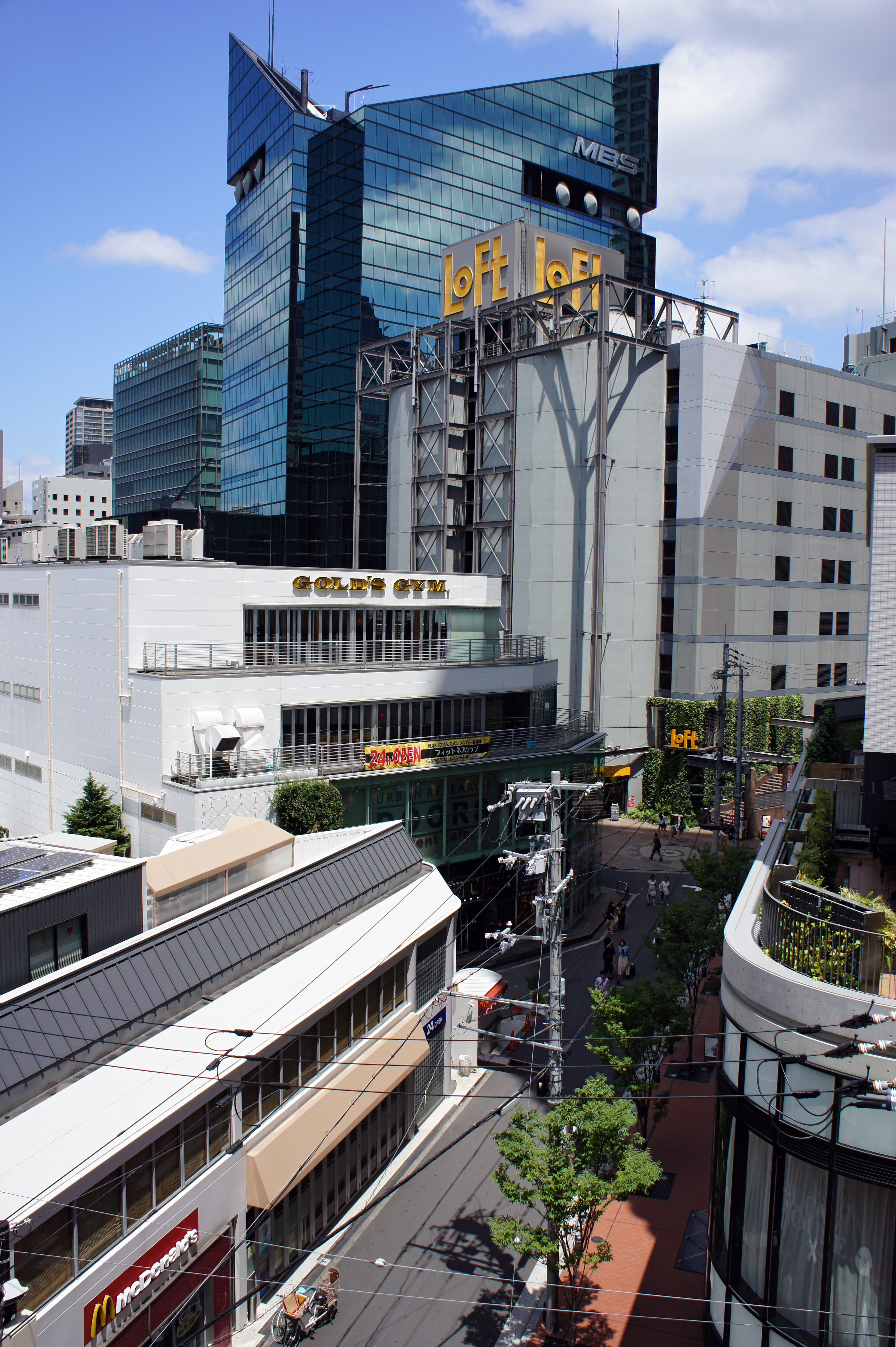
町並み、背景にロフトとMBS本社
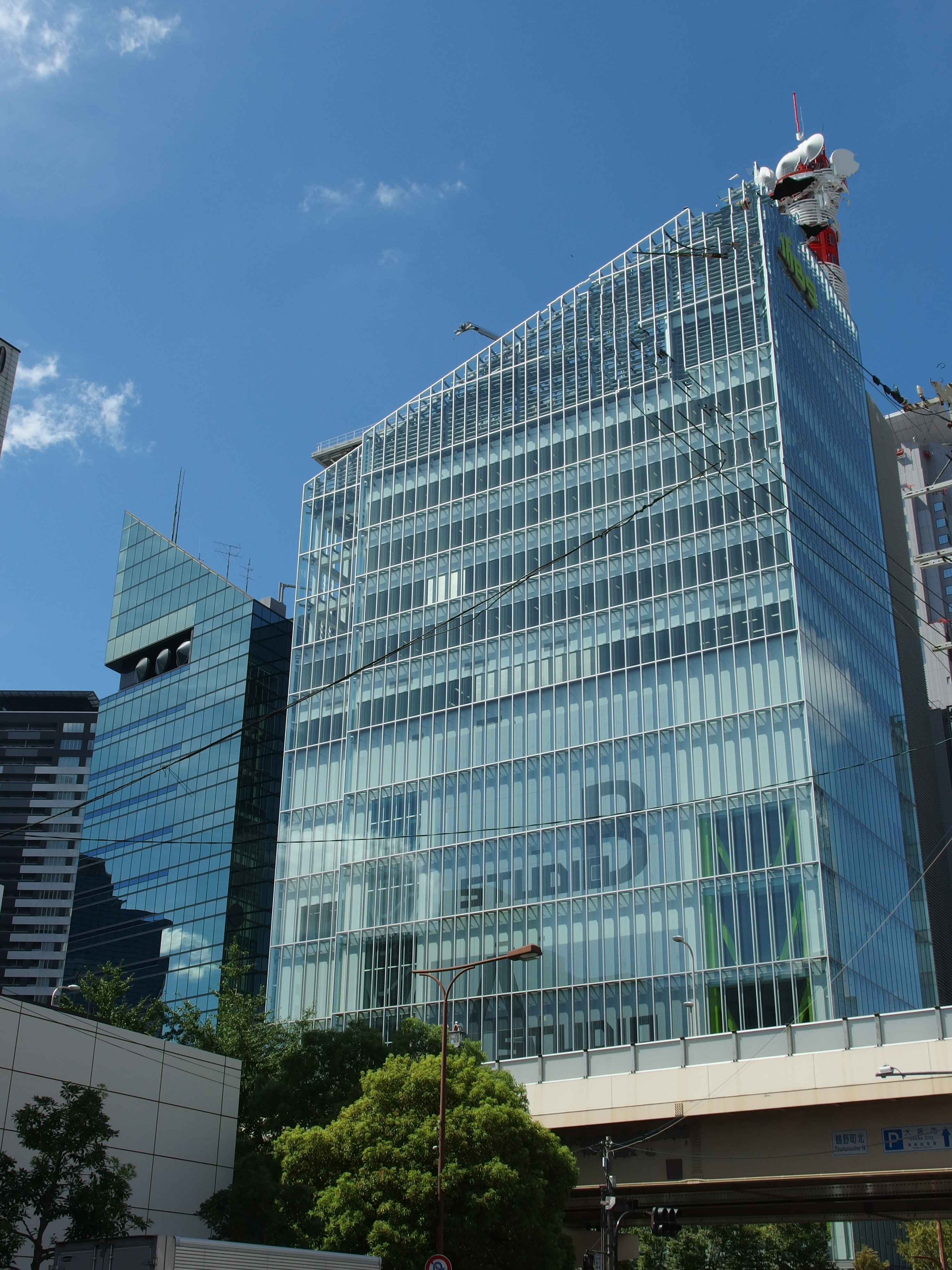
毎日放送（MBSテレビ）・MBSラジオ本社
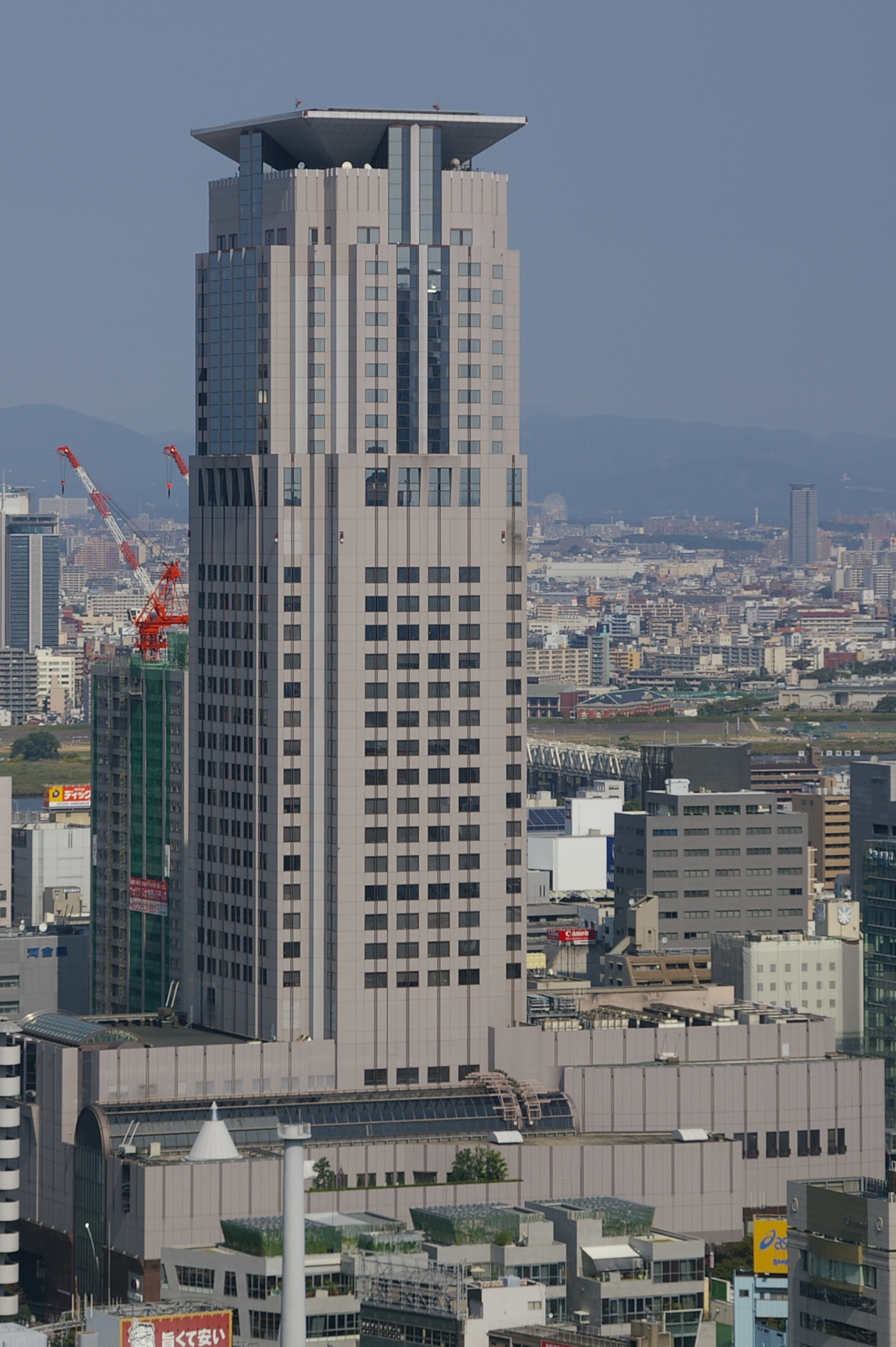
アプローズタワー
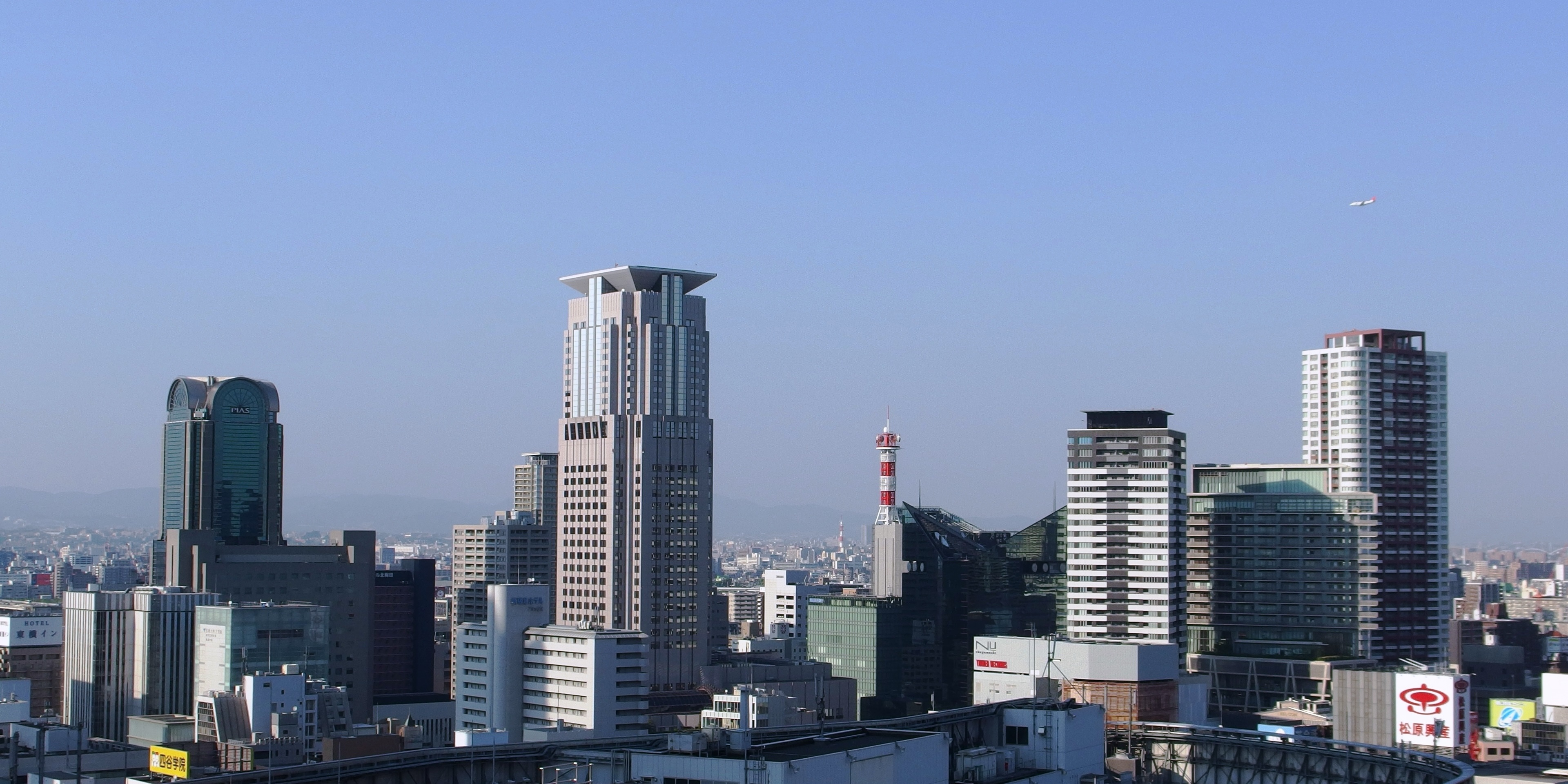
茶屋町の高層ビル群

## 交通

### 鉄道
- 阪急大阪梅田駅 - 梅田:茶屋町口
- 地下鉄御堂筋線梅田駅
- 地下鉄谷町線東梅田駅
- JR西日本大阪駅
- 地下鉄御堂筋線中津駅

### 道路
国道
- 国道423号（新御堂筋）

## その他

### 日本郵便
- 〒530-0013[3]（集配局：大阪北郵便局[14]）

## 参考資料
- 茶屋町（角川日本地名辞典 JLogos版）